# Melodém
Melodém je abstraktní popisná jednotka melodického průběhu řeči, která je určena na základě gramatické funkce. Jedná se o soubor melodických schémat, která se v jazyce uplatňují ve stejném typu vět – melodémy tedy vyjadřují funkci melodickým schématům, které se v jazyce opakovaně vyskytují a tím pádem jsou informačně důležité pro správnou interpretaci promluvy.
V češtině definujeme 3 melodémy: melodém ukončující klesavý a melodém ukončující stoupavý, které naznačují ukončenost výpovědi a vyskytují se většinou na konci promluvy, a melodém neukončený, který naznačuje, že mluvčí ještě plánuje ve své promluvě pokračovat.

## Kadence
Konkrétní průběh melodie je označován jako kadence. Ta je tvořená sledem výškových změn, jejichž počet a směr je významný pro správné porozumění významu výpovědi. Přesné typy kadencí se pak rozlišují na základě průběhu základní frekvence: v češtině se setkáváme nejčastěji s kadencí stoupavou, stoupavo-klesavou, klesavou, klesavo-stoupavou, rovnou, a případně další. Přestože se pak v názvech konkrétních melodémů vyskytují pojmy jako stoupavý nebo klesavý, daný melodém může být realizovaný i jinými typy kadencí – název odkazuje na nejčastější nebo nejméně příznakový typ kadence.

## Pozice v textu
Přestože melodický pohyb je přítomný v celé výpovědi, jako melodém označujeme melodický pohyb od první slabiky větného přízvuku do konce prozodické fráze. Melodém tedy většinou pokrývá informačně nejdůležitější část prozodické fráze, což v češtině nejčastěji bývá poslední mluvní takt. Kadence pak popisuje konkrétní průběh melodému (v příkladu je označena šipkou, která zároveň naznačuje i konkrétní melodický pohyb). V řeči melodém můžeme značit takto:
- "K večeři jedl jenom ↘polévku." – v této prozodické frázi je větný přízvuk na slabice "po-", na této slabice také začíná melodém ukončující klesavý realizovaný klesavou kadencí.

Přestože terminologicky určujeme melodickou konturu až od větného přízvuku, i melodie před ním může být důležitá pro správnou intepretaci výpovědi. Konkrétně pozice poslední slabiky před začátkem kadence pomáhá rozlišovat mezi jednotlivými melodémy především díky velikosti intonačního rozpětí mezi slabikou před nástupem kadencí a první slabikou samotné kadence. Například u melodému neukončujícího bývá slabika před nástupem kadence často na spodní hranici melodického rozpětí mluvčího.

## Funkce melodémů
Melodémy se v češtině využívají pro vyjádření:
- ukončenosti nebo neukončenosti výpovědi – tedy jestli mluvčí má v úmyslu pokračovat ve své promluvě, nebo dává posluchači prostor pro interakci.
- konkrétních typů vět v ukončených výpovědích – obzvlášť ve vyšších mluvních stylech se klade velký důraz i na správnou realizaci melodické stránky promluvy. Naopak v běžné konverzaci často dochází ke kompresi intonačního rozpětí a tím i k nedorozumění typu "To se mě ptáš nebo mi to říkáš?".[6]
- citového zabarvení, expresivnosti promluvy – v tomto případě si melodémy často zachovávají svoje typické kontury, ale mění se výškové rozpětí nebo velikost výškových kroků (může docházet k markantnímu zvětšení nebo naopak ke kompresi do monotónnosti).[7]

## Typy melodémů v češtině

### Melodém ukončující klesavý (MUK)
Tento melodém je v řeči nejvíce rozšířený a typicky se používá u oznamovacích vět, rozkazovacích vět a doplňovacích otázek. Určujícím příznakem je postupný pokles melodie od začátku kadence až do konce výpovědi. Tento pokles často dosahuje dolní hranice hlasového rozpětí mluvčího, intervalově se rozpětí kadence často pohybuje od sexty výš (tzn. od osmi půltónů).
MUK bývá nejčastěji realizovaný třemi typy kadencí: 
- kadence klesavá bezpříznaková – tu typicky najdeme v neutrálních věcných výpovědích, velice často je začátek kadence realizován na stejné úrovní nebo níž, než je poslední slabika předcházejícího taktu.[8]

Příklad kontury melodie hlasu na větě "Přišla v poledne" (melodém je vyznačen tučně):
```
–––––––––––––––––––––––––––––––––
––––––šla–––
v po
–––––––––––––––––
–Při–––––––––––––––––
led
–––––––––
––––––––––––––––––––––––––––
ne
–––
```

- kadence klesavá příznaková – tato kadence se v často používá, pokud mluvčí přidává informaci navíc a většinou zde najdeme i významový přízvuk. Začátek kadence také bývá často realizovaný mnohem výš oproti předcházející, nepřízvučné slabice.[8]

Příklad kontury melodie hlasu na větě "Přišla v poledne" (melodém je vyznačen tučně):
```
––––––––––––
v po
–––––––––––––––––
––––––šla–––––––––––
led
––––––––––
–Při–––––––––––––––––––––––––––––
––––––––––––––––––––––––––––
ne
–––
```

- kadence stoupavo-klesavá (dříve také důrazová) – tato kadence byla ve dřívějších publikacích řazena do  příznakových kadencí, ale z dnešních dat vyplývá, že v určitých mluvních stylech je tento typ kadence tak častý, že ho považujeme za bezpříznakový.[9] Při rozšíření intonačního rozpětí ale pořád můžeme tuto kadenci vnímat jako příznakovou.

Příklad kontury melodie hlasu na větě "Přišla v poledne" (melodém je vyznačen tučně):
```
––––––––––––––––––––––
led
–––––––––
––––––šla––––
v po
–––––––––––––––––
–Při––––––––––––––––––––––––––––––
–––––––––––––––––––––––––––––
ne
–––
```

### Melodém ukončující stoupavý (MUS)
Tento melodém nejčastěji používáme u zjišťovacích otázek, ve kterých není přítomné tázací slovo, takže tázací apel musí být zajištěn zvukově. MUS je proto melodém s nejstabilnější podobou kadencí a v porovnání s ostatními melodémy je i nejdistikntivnější. U všech kadencí pak dochází k výraznému melodickému stoupnutí – většinou o kvintu až sextu oproti předcházející nepřízvučné slabice. Jednotlivé kadence se pak liší tím, na které slabice konkrétně dochází ke stoupnutí. Podoba kadencí bývá zároveň často podmíněná nářečím.
MUS se příležitostně používá i u otázek doplňovacích, a to nejčastěji jako opakovaná otázka. Stává se z ní pak otázka řečnická a často slouží k vyjádření ironie nebo údivu. (např. A: "Kdy přijdeš?", B: "Kdy přijdu? Co je ti po tom?")

MUS bývá nejčastěji realizovaný třemi typy kadencí: 
- kadence stoupavá – zde dochází ke stoupnutí až na poslední slabice celé kadence (tedy i promluvy), považuje se za neutrální formu a bývá častější na Moravě.[12]

Příklad kontury melodie hlasu na větě "Máte propisku?" (melodém je vyznačen tučně):
```
––––––––––––––––––––––––––
ku?
–––––
––Má––te––––––––––––––––––––––––––
––––––––––––––––––––
pis
–––––––––––
––––––––––––
pro
–––––––––––––––––––
```

- kadence stoupavo-klesavá – u této kadence dochází ke stoupnutí na druhé slabice od začátku přízvuku a častěji se vyskytuje v Čechách[13]

Příklad kontury melodie hlasu na větě "Máte propisku?" (melodém je vyznačen tučně):
```
––––––––––––––––––––
pis
–––––––––––
––Má––te–––––––––––––––––––
ku?
––––
––––––––––––
pro
–––––––––––––––––––
––––––––––––––––––––––––––––––––––
```

- kadence rovno-klesavá – tato kadence má často nejmenší intonační rozpětí a stoupnutí na první slabice kadence je sotva znatelné

Příklad kontury melodie hlasu na větě "Máte propisku?" (melodém je vyznačen tučně):
```
––––––––––––––––––––––––––––––––––
–––––––––––
pro
––––––––––––––––––––
––Má––te–––––––––––
pis
––––––––––––
––––––––––––––––––––––––––
ku?
–––––
```

### Melodém neukončující (MN)

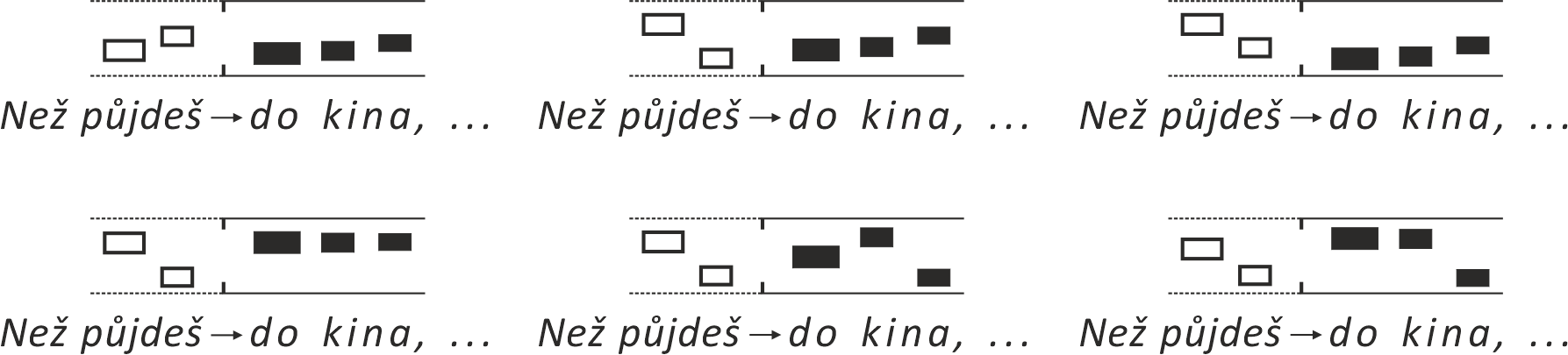
Některé typy kadencí melodému neukončujícího

Melodém neukončující signalizuje předěl v promluvě, který ale zároveň naznačuje úmysl mluvčího v promluvě pokračovat. Tím zároveň umožňuje snadnější zpracování řečového kontinua v mysli posluchače. Protože jeho funkce je vcelku jednoznačná, kadence tohoto melodému jsou méně vyhraněné a nemají v systému stabilní podobu – jsou velice variabilní a občas dochází i k podobnosti s kadencemi ukončujících melodémů. Velká variabilita typů kadencí se pak často využívá například u stylizovanáho vyprávění nebo pro dramatické účely. U většiny kadencí MN dochází ke klesnutí na poslední nepřízvučné slabice a netypičtěji se setkáme s kadencí stoupavou.